# Buyo (jezioro)
Buyo (fr. Lac de Buyo) – zbiornik retencyjny w zachodniej części Wybrzeża Kości Słoniowej, na rzece Sassandra, największy akwen w tym kraju po Kossou. Swoim zasięgiem obejmuje prowincje Bas-Sassandra, Dix-Huit Montagnes, Haut-Sassandra i Moyen-Cavally. Nazwa pochodzi od pobliskiego miasta Buyo. Jezioro powstało w roku 1980, kiedy to w tejże miejscowości wybudowano tamę z elektrownią wodną o mocy 65 megawatów. Jakość wody w zbiorniku ucierpiała w ostatnich latach ze względu na spływające doń środki chemiczne używane przez okolicznych rolników.